# Kölnische Zeitung
Kölnische Zeitung var en tysk dagstidning, utgiven 1798–1945.
Tidningen hade sin grund i Kaiserliche Reichs-Ober-Post-Amts-Zeitung, grundad 1762, och fick namnet Kölninsche Zeitung 1902. Tidningen fick stort anseende under Joseph DuMont (1811–1861), som var tidningens chef 1831–61.